# 永井淳
永井 淳（ながい　じゅん、1935年1月17日 - 2009年6月4日）は、日本の英米文学の翻訳家でベストセラー小説を多く訳した。

## 生涯
秋田県生まれ。本名・須藤隆。埼玉大学文理学部（現：教養学部）卒。角川書店の編集者を経て翻訳家となる。翻訳を大久保康雄と中村能三の二人から学んだ。
1961年に最初の訳書を出版以来、アーサー・ヘイリー、スティーヴン・キング、ジェフリー・アーチャー、W・P・キンセラなど娯楽作品や戦記・探検記の翻訳多数、出版した訳書は120冊を超える。
特にヘイリーやアーチャーの訳書は（ドラマ化もされ）周知され多数重版「売れる作家をいち早く手がける眼力は師匠大久保譲り」と評された。職業翻訳家としてエンターテインメント作品紹介に徹した。また師・大久保の訳書目録を作成している。
2009年に間質性肺炎により亡くなった。74歳没。

## エピソード
- 1973年以来一貫し作品翻訳を行ったアーサー・ヘイリーとは、来日時には会見するなど交流があった。ヘイリーは2004年に逝去[3]、最後の作品「殺人課刑事」も生前に訳し見送る形となった。
- ジェフリー・アーチャーも1976年の作家デビュー以来、一貫し小説作品[4]の翻訳全てを手がけ深い交流がある。2009年6月刊のアーチャーの「誇りと復讐」訳が、同月に亡くなった永井自身の最後の仕事となった。
- 永井没後のアーチャー作品の翻訳刊行は、戸田裕之が引き継ぐ形で「遥かなる未踏峰」（2011年1月）以降一貫して行っている。なお永井訳のアーチャー作品は、処女作「百万ドルをとり返せ!」、代表作「ケインとアベル」（2019年現在）のみが現行版。
- 趣味はゴルフで、1992年頃からほぼ毎年同業の小鷹信光たちとゴルフツアーで英国やアイルランドに行き本格的だった。ゴルフ関係書の翻訳も手がけており、ゴルフ紀行も出版している。

## 著書
- 『リンクスランドより イギリス・アイルランド・ゴルフ通信』東京書籍 2004

### 翻訳
- 『運命の宝石』（コーネル・ウールリッチ、早川書房） 1961
- 『悪魔とベン・フランクリン』（シオドア・マシスン、早川書房） 1962
- 『殺しあい』（ドナルド・E・ウェストレイク、早川書房） 1963、のち文庫
- 『地下室のメロディー』（ジョン・トリニアン、早川書房） 1963
- 『逃げる男のバラード』（シェリイ・スミス、早川書房、世界ミステリシリーズ） 1963
- 『日曜日には鼠を殺せ』（エメリック・プレスバーガー、早川書房） 1964
- 『新聞裁判 シェパード殺人事件』（ポール・ホームズ、早川書房） 1965
- 『嘲笑う男』（レイ・ラッセル、早川書房、異色作家短篇集15） 1965 、のち再刊 2006
- 『007号 / ジェイムズ・ボンド白書』（キングズリイ・エイミス、早川書房） 1966
- 『最後の100日 ヨーロッパ戦線の終幕』（ジョン・トーランド、早川書房） 1966、のち文庫
- 『裸のランナー』（フランシス・クリフォード、早川書房） 1967
- 『海底のスペイン金貨 フロリダ沖アクアラング作戦』（キップ・ワグナー/L.B.テイラーJr, 集英社） 1967、のち改題『海底の黄金』（角川文庫）
- 『動物救出作戦』（ジョン・ウォルシュ,ロバート・ギャノン、毎日新聞社） 1967
- 『果てしなき無限の鏡』（リチャード・コンドン、早川書房） 1967
- 『金星の大海賊』（E.R.バローズ、角川文庫） 1968
- 『007号 / 孫大佐』（ロバート・マーカム、早川書房） 1968、のち文庫
- 『寝室に棲む亡妻』（キャサリン・ターニイ、徳間書店） 1968
- 『角笛の音の響くとき』（サーバン、早川書房） 1968
- 『宇宙のウィリーズ』（エリック・フランク・ラッセル、創元推理文庫） 1968
- 『ヒトラー強盗美術館』（デヴィッド・ロクサン/ケン・ウォンストール、日刊ペン社） 1968
- 『マイラ』（ゴア・ヴィダール、早川書房） 1969
- 『シャドウボクサー』（ノエル・ベーン、早川書房） 1969
- 『ザルツブルグ・コネクション』（マッキネス、筑摩書房） 1969、のち角川文庫
- 『金星の死者の国』（E・R・バローズ、角川文庫） 1969
- 『夢みる宝石』（シオドア・スタージョン、早川書房、世界SF全集） 1969、のち文庫
- 『プリズナー』（トーマス・M・ディッシュ、早川書房） 1969、のち文庫
- 『ガス状生物ギズモ』（マレー・ラインスター、創元推理文庫） 1969
- 『アドルフ・ヒトラー』（ルイス・スナイダー、角川文庫） 1970
- 『孤独の時刻』（フランシス・クリフォード、早川書房） 1970
- 『永遠へのパスポート』（J・G・バラード、創元推理文庫） 1970
- 『ラブ・マシーン』（ジャクリーヌ・スーザン、常盤新平共訳、新潮社） 1971
- 『危険な夏』（ヘミングウェイ、角川文庫） 1971、復刊1990
- 『葦舟ラー号航海記』（トール・ヘイエルダール、草思社） 1971
- 『カリブ海の秘密』（アガサ・クリスティー、早川書房） 1971、のち文庫
- 『諜報作戦 / D13峰登頂』（アンドルー・ガーヴ、創元推理文庫） 1971
- 『マルクス兄弟のおかしな世界』（ポール・D・ジンマーマン他、中原弓彦共訳、晶文社） 1972
- 『スペインに死す』（ウィリアム・ヘリック、角川書店） 1972
- 『フランクフルトへの乗客』（アガサ・クリスティー、早川書房、世界ミステリ全集） 1972、のち文庫
- 『放浪惑星』（フリッツ・ライバー、創元推理文庫） 1973
- 『目的地アルファ・ケンタウリ』（A・E・ヴァン・ヴォークト、創元推理文庫） 1973
- 『ビートルズの不思議な旅』（ピーター・マッケイブ/ロバート・D・ショーンフェルド、深町真理子共訳、草思社） 1973
- 『野獣死すべし』（ニコラス・ブレイク、早川書房、世界ミステリ全集） 1973、のち文庫
- 『生存者 アンデス山中の70日』（P・P・リード、平凡社） 1974、のち新潮文庫
- 『いくたびか美しく燃え』（ジャクリーヌ・スーザン、新潮社） 1974、のち文庫
- 『惑星売ります』（ヴァン・ヴォークト & メイン・ハル、創元推理文庫） 1974
- 『ノイローゼになった犬』（スティーヴン・ベイカー、晶文社） 1975
- 『殺人者』（コリン・ウイルスン、早川書房） 1975
- 『マラガからの秘密指令』（ヘレン・マッキネス、角川書店） 1975
- 『九マイルは遠すぎる』（ハリイ・ケメルマン、深町真理子共訳、早川ミステリ文庫） 1976
- 『親善野球に来たスパイ』（L.カウフマン,B.フィッツジェラルド,T.シーウェル、平凡社） 1976
- 『コロンブス 不可能を征服した男』（フェリペ・フェルナンデス=アルメスト、草思社） 1977
- 『フォーチュン氏の事件簿』（H.C.ベイリー、創元推理文庫） 1977
- 『アドルフ・ヒトラー』全2巻（ジョン・トーランド、集英社） 1979、のち文庫 全4巻
- 『シャドウボクサー 』（ノエル・ベーン、早川文庫） 1980
- 『メイド・イン・アメリカ』（ピーター・マーズ、読売新聞社） 1981
- 『イングリッド・バーグマン マイストーリー』（アラン・バージェス、新潮社） 1982
- 『甦った鷲たち』（ジョゼフ・ディモーナ、新潮文庫） 1982
- 『カー短編全集5』（ディクスン・カー、宇野利泰共訳、創元推理文庫） 1983
- 『ナイト・スカイ』（クレア・フランシス 角川書店） 1986、のち文庫
- 『ストライク・スリーで殺される』（リチャード・ローゼン、早川ミステリ文庫） 1987
- 『ボギー・マン』（ジョージ・プリンプトン、東京書籍） 1989
- 『誓約』（ネルソン・デミル、文藝春秋） 1989、のち文庫
- 『スパイだったスパイ小説家たち』（アンソニー・マスターズ、新潮選書） 1990
- 『全英オープン殺人事件』（キース・マイルズ、徳間文庫） 1990
- 『イギリスの釣り休暇』（J・R・ハートリー、芦沢一洋共訳、早川書房） 1994
- 『グレタ・ガルボ その愛と孤独』（アントーニ・グロノヴィッツ、草思社） 1994
- 『デイヴ・バリーのアメリカを笑う』（デイヴ・バリー、集英社） 1995
- 『衣裳戸棚の女』（ピーター・アントニイ、創元推理文庫） 1996
- 『いまの私』（ローレン・バコール、文藝春秋） 1997
- 『オードリー・ヘプバーン』（バリー・パリス、集英社） 1998、のち改題文庫化『オードリー・ヘップバーン物語』
- 『イチロー USA語録』（デイヴィッド・シールズ編、戸田裕之共訳、集英社新書） 2001
- 『父と子のゴルフ奮闘記 ゴルフは子供を育てる!』（アンドリュー・シャンリー、集英社） 2001
- 『ゴルフのすべて』（ボビー・ジョーンズ、ゴルフダイジェスト社） 2002
- 『ドライビング・レッスン』（エド・マクベイン、ソニー・マガジンズ） 2002
- 『ブルーベア』（リン・スクーラー、集英社） 2003

### アーサー・ヘイリー
- 『自動車』（アーサー・ヘイリー、新潮社） 1973、のち文庫
- 『最後の診断』（アーサー・ヘイリー、新潮文庫） 1975
- 『マネーチェンジャーズ』（アーサー・ヘイリー、新潮社） 1976、のち文庫
- 『エネルギー』（アーサー・ヘイリー、新潮社） 1979、のち文庫
- 『権力者たち』（アーサー・ヘイリー、新潮文庫） 1979
- 『ストロング・メディスン』（アーサー・ヘイリー、新潮社） 1985、のち文庫
- 『ニュースキャスター』（アーサー・ヘイリー、新潮社） 1990、のち文庫
- 『殺人課刑事』（アーサー・ヘイリー、新潮社） 1998、のち文庫

### スティーブン・キング
- 『キャリー』（スティーヴン・キング、新潮社） 1975、のち文庫
- 『呪われた町』（キング、集英社文庫） 1983
- 『クージョ』（スティーヴン・キング、新潮文庫） 1983
- 『いかしたバンドのいる街で ナイトメアズ&ドリームスケープス 1』（スティーヴン・キング、白石朗共訳、文藝春秋） 2000、のち文庫
- 『ヘッド・ダウン ナイトメアズ&ドリームスケープス2』（スティーヴン・キング、文藝春秋） 2000
- 『メイプル・ストリートの家』（スティーヴン・キング、文春文庫） 2006

### ジェフリー・アーチャー
- 『百万ドルをとり返せ!』（ジェフリー・アーチャー、新潮文庫） 1977、改版2011
- 『大統領に知らせますか?』（ジェフリー・アーチャー、新潮文庫） 1978、新版1987
- 『ケインとアベル』（ジェフリー・アーチャー、新潮文庫） 1981、改版2007
- 『ロスノフスキ家の娘』（ジェフリー・アーチャー、新潮文庫） 1983
- 『めざせダウニング街10番地』（ジェフリー・アーチャー、新潮文庫） 1985
- 『ロシア皇帝の密約』（ジェフリー・アーチャー、新潮文庫） 1986
- 『十二本の毒矢』（ジェフリー・アーチャー、新潮文庫） 1987
- 『無罪と無実の間』（ジェフリー・アーチャー、新潮文庫） 1988
- 『十二の意外な結末』（ジェフリー・アーチャー、新潮文庫） 1988
- 『チェルシー・テラスへの道』（ジェフリー・アーチャー、新潮文庫） 1991
- 『ジェフリー・アーチャー 日本を糺す』（ジェフリー・アーチャー、講談社） 1993
- 『最後の特ダネ』（ジェフリー・アーチャー、新潮文庫） 1993
- 『盗まれた独立宣言』（ジェフリー・アーチャー、新潮文庫） 1993
- 『十二枚のだまし絵』（ジェフリー・アーチャー、新潮文庫） 1994
- 『メディア買収の野望』（ジェフリー・アーチャー、新潮文庫） 1996
- 『十一番目の戒律』（ジェフリー・アーチャー、新潮文庫） 1999
- 『十四の嘘と真実』（ジェフリー・アーチャー、新潮文庫） 2001
- 『運命の息子』（ジェフリー・アーチャー、新潮文庫） 2003
- 『ゴッホは欺く』（ジェフリー・アーチャー、新潮文庫） 2007
- 『プリズン・ストーリーズ』（ジェフリー・アーチャー、新潮文庫） 2008
- 『誇りと復讐』（ジェフリー・アーチャー、新潮文庫） 2009

### W・P・キンセラ
- 『シューレス・ジョー』（W・P・キンセラ、文藝春秋） 1985、文春文庫 1989
- 『アイオワ野球連盟』（W.P.キンセラ、文藝春秋） 1987
- 『野球引込線』（W.P.キンセラ、文藝春秋） 1992
- 『インディアン・ジョー フェンスポスト年代記』（W.P.キンセラ、文藝春秋） 1995

### ロアルド・ダール
- 『来訪者』（ロアルド・ダール、早川書房） 1976、のち文庫
- 『飛行士たちの話』（ロアルド・ダール、ハヤカワ文庫） 1981
- 『少年』（ロアルド・ダール、早川書房） 1989、のち文庫
- 『単独飛行』（ロアルド・ダール、早川書房） 1989、のち文庫

### アート・バックウォルド
- 『そしてだれも笑わなくなった』（アート・バックウォルド、文藝春秋） 1980
- 『だれがコロンブスを発見したか』（アート・バックウォルド、文藝春秋） 1980
- 『嘘だといってよ、ビリー』（アート・バックウォルド、文藝春秋） 1982
- 『ゴッドファザーは手持ち無沙汰』（アート・バックウォルド、文藝春秋） 1984
- 『二毛猫アーヴィングの失踪』（アート・バックウォルド、文春文庫） 1987
- 『コンピューターが故障です』（アート・バックウォルド、文藝春秋） 1990

### コナン・ドイル
- 『失われた世界』（コナン・ドイル、角川文庫） 1967
- 『地球最後の日』（コナン・ドイル、角川文庫） 1967
- 『毒ガス帯 / 地球の叫び』（コナン・ドイル、早川書房、世界SF全集） 1970

### 「反地球」シリーズ
- 『ゴルの巨鳥戦士 反地球シリーズ1』（ジョン・ノーマン、創元推理文庫） 1975
- 『ゴルの無法者 反地球シリーズ2』（ジョン・ノーマン、創元推理文庫） 1977
- 『ゴルの神官王 反地球シリーズ3』（ジョン・ノーマン、創元推理文庫） 1979